# Mangora montana
Mangora montana är en spindelart som beskrevs av Arthur M. Chickering 1954. Mangora montana ingår i släktet Mangora och familjen hjulspindlar. Inga underarter finns listade i Catalogue of Life.